# Die Feuerprobe
Die Feuerprobe, auch unter Wer richtet ? und Beatrix geführt, ist ein 1921 entstandenes, schwedisches Stummfilmdrama von Victor Sjöström mit Jenny Hasselquist und Gösta Ekman in den Hauptrollen.

## Handlung
Florenz, zur Zeit der Renaissance.
Die junge Ursula wird in die Ehe mit einem Mann gedrängt, den sie jedoch nicht ausstehen kann. Der Bildhauer Anton hingegen ist sehr verliebt in die junge Frau und lässt sie sogar für sich Modell sitzen. Geplant ist eine neue Skulptur der Heiligen Jungfrau Maria. Als sie sich zunehmend über die Anstrengung beklagt, die das Modellsitzen ihr bereitet, gibt Anton ihr die Möglichkeiten für längere Pausen. Diese nutzt Ursula für das eine oder andere erotische Stelldichein mit Bertram, dem attraktiven Sohn des Bürgermeisters der Stadt. Bertrams Vater kommt hinter die außerehelichen Aktivitäten Ursulas, bringt es aber nicht übers Herz, seinen alten Freund Anton davon zu informieren. Eines Tages kommt ein Bettelmönch in die Stadt. In seiner Schatulle finden sich Sude und Salben, die er an Interessierte verkaufen möchte. Ursula hofft, unter dem Angebot auch ein Gift zu finden, mit dem sie ihren ungeliebten Gatten schnellstmöglich ins Jenseits befördern kann. Der Bettelmönch ahnt Ursulas schändliche Absicht und tauscht das gewünschte Gift heimlich gegen eine harmlose Substanz aus. Als der reisende Mönch Anton im Keller des Rathauses antrifft, erzählt er diesem von dem Verdacht, den er gegen Ursula hegt und mahnt den Künstler zur Vorsicht. Anton ist außer sich vor Zorn, weil er diese Anschuldigungen nicht glauben kann, wird aber schließlich eines Besseren belehrt, als er von seinem Freund, dem Bürgermeister, über das geheime Verhältnis zwischen Ursula und Bertram aufgeklärt wird.
Als Anton seine untreue Gattin um ein Glas Wasser bittet und sie so auf die Probe stellen will, schüttet Ursula heimlich die vom Bettelmönch erworbene Tinktur dazu, im Glauben, dass es sich dabei um das erhoffte, tödlich wirkende Gift handele. Anton beobachtet seine Gattin bei ihrem Tun mittels eines Spiegels. Derart geschockt von ihrer Ruchlosigkeit, kippt Anton auf einmal um und stirbt, ohne dass es dafür des Giftes bedurft hätte. Dabei nimmt er in seinem Todeskampf eine Position ein, die stark der Jesu Christi am Kreuz ähnelt. Als man Antons Leiche entdeckt, ist allen klar: Ursula muss ihren Gatten ermordet haben! Sie bestreitet das entschieden, weigert sich aber zum Beweis des Gegenteils, das von ihr im Glas vorbereitete Wasser selbst zu trinken, da sie befürchtet, daran zu sterben. Um ihr zu helfen, weil er von Ursulas Unschuld überzeugt ist, bietet sich Ursulas Liebhaber Bertram an, aus dem Wasserglas zu trinken. Doch Ursula stößt rechtzeitig das Glas um, sodass der Beweis von der jungen Witwe nicht mehr erbracht werden kann. Ursula wird verhaftet, der Pöbel der Stadt fordert ihren Tod. Erst als der Bettelmönch erscheint und erklärt, dass er Ursula kein Gift verkauft habe, ist ihre Unschuld belegt, und die Beschuldigte wird wieder freigelassen.
In der folgenden Nacht halten zwei Schüler des verstorbenen Meisters Wache am Sarg des Toten. Sie nehmen wahr, wie aus der Stirn des Jesus am Kreuz Blut herabrinnt. In einer Zeit allgegenwärtigen Aberglaubens wird dieses Vorkommnis sogleich als Zeichen dafür gewertet, dass Ursula doch Schuld an Antons Tod trage. Man verlangt, dass sich die Witwe vor einem Gottesgericht verantworten solle. Eine Feuerprobe solle stattfinden, die, sollte Ursula sie unbeschadet überstehen, ihre endgültige Unschuld belegen könne. Und wieder bietet sich Bertram an, für Ursula diese Feuerprobe auf sich zu nehmen. Ursula ist zutiefst gerührt über das Vertrauen ihres jungen Liebhabers, und auch die Stadtoberen sind mit Bertrams Vorschlag einverstanden. Ein großes Lagerfeuer wird entfacht, durch das Bertram schreiten solle. Das große Kruzifix aus der Stadtkirche wird für dieses purgatorische Ereignis herbeigeholt. Bis hierhin müsse Bertram unbeschadet das Feuer durchschreiten können. Ursula beginnt derweil an der eigenen Unschuld zu zweifeln und versucht, das Sterben Antons zu rekapitulieren. Ihr wird klar, dass ihr verhasster Ehemann sie dabei beobachtet haben müsse, wie sie die angeblich giftige, jedoch in Wahrheit harmlose Tinktur in das Wasserglas schüttete. Mit dieser Erkenntnis im Hinterkopf, will sie nicht länger Bertrams Opfer annehmen und geht schließlich selbst durch das Feuer. Bei diesem Gang erkennt sie, wie das Gesicht Jesu Christi am Kreuz die Züge ihres Mannes annimmt. Sein Lächeln hilf ihr, dem grausamen Feuertod ohne Qualen entgegenzusehen. Vor dem Kruzifix bricht sie auf den Knien liegend zusammen. Bertram eilt zu ihr.

## Produktionsnotizen
Die Feuerprobe wurde am Neujahrstag 1922 in mehreren schwedischen Städten uraufgeführt.
Axel Esbensen entwarf die Filmbauten und die Kostüme.

## Kritiken
„Die etwas dünnblütige Fabel ist für Sjöström ein Anlaß, stimmungsvolle Bilder zu gestalten, in denen Architektur, Ausstattung und strenge Bildkomposition einen Eindruck vom Geist der Renaissance-Zeit vermitteln sollen.“

„Der Film ist in technischer Hinsicht hervorragend, besonders hervorzuheben ist die Fotografie von Jaenzon, aber das Drama ist nicht imstande, irgend jemanden zu rühren. Wer richtet? weist alle Züge der schwedischen Schule auf außer dem wesentlichen: der künstlerischen Wahrheit.“